# Angela Kepler
Pour les articles homonymes, voir Kepler.
Angela Kepler est une zoologiste née en Nouvelle-Zélande le 20 décembre 1943. D'abord étudiante à l'Université de Canterbury de Nouvelle-Zélande, possède une maîtrise de l'Université d'Hawaii, un doctorat de l'Université Cornell à New York. Elle a également étudié à l'Université d'Oxford.
Elle a effectué des recherches à Hawaï, en Alaska, en Russie et dans les Caraïbes. Elle est l'auteur de deux taxons, la Paruline d'Angela (Dendroica angelae), un passereau portoricain endémique, et une marouette préhistorique de Hawaï Porzana keplerorum.